# Schistidium halinae
Schistidium halinae là một loài Rêu trong họ Grimmiaceae. Loài này được Ochyra mô tả khoa học đầu tiên năm 1998.